# 巴西兰岛
巴西兰岛（Basilan Island），是苏禄群岛最北一岛屿，东北与棉兰老岛隔巴西兰海峡相望，面积1248平方公里。该岛属棉兰老穆斯林自治区巴西兰省管辖，巴西兰省首府伊莎贝拉市即位于该岛。
6°34′N 122°03′E / 6.567°N 122.050°E